# 朱鲔
| 姓名           | 朱鮪                                                                                          |
| 時代           | 新朝 - 东汉時代                                                                               |
| 生卒年         | 〔不詳〕                                                                                      |
| 字・別号       | 〔不詳〕                                                                                      |
| 本貫・出身地等 | 揚州淮陽郡                                                                                    |
| 職官           | 〔緑林軍部将〕→〔新市軍部将〕 →大司馬〔更始〕→左大司馬〔更始〕 →平狄将軍〔东汉〕→少府〔东汉〕 |
| 爵位・号等     | 膠東王〔更始、辞退〕→扶溝侯〔东汉〕                                                           |
| 陣营・所属等   | 王匡→更始帝→光武帝                                                                            |
| 家族・一族     | 〔不詳〕                                                                                      |

朱鮪（前1世纪?—1世纪?），揚州淮陽郡人，新朝到东汉時代初期武将。

## 生平

### 早年
朱鮪本是緑林軍别部率领下的部将。地皇三年（22年）、因疫病緑林軍分散，朱鮪随王匡、王鳳、馬武入南陽，号新市軍，自称将軍。

### 更始政权
更始元年（23年）二月，劉玄即位为更始帝，任命朱鮪为大司馬。六月，攻克宛城等地的刘縯（刘秀之兄）声望极高，更始政权诸将猜忌要谋害他。朱鮪、李軼献计，誅殺劉縯和他的部将刘稷。劉秀鎮撫河北（於河北劉玄封劉秀為蕭王），朱鮪反对，更始帝听从了大司徒劉賜的建议，派劉秀到河北。
朱鮪滅攻屯驻其故乡淮陽、王莽任命的揚州牧李聖，同年九月更始帝軍滅亡王莽。更始二年（24年）二月更始帝遷都長安，李松、赵萌建議封功臣为王，朱鮪以高祖“非劉氏莫封王”的约定反对。更始帝最终还是封功臣为王，封朱鮪为膠東王，被朱鮪推辞。更始帝让朱鮪转任左大司馬，同時以劉賜为前大司馬、趙萌为右大司馬。大司馬权限被分割为三。
其後，朱鮪和舞陰王李軼、廩丘王田立、白虎公陳僑、河南太守武勃一起率兵号三十万，屯駐洛陽。不久，朱鮪、李軼就不听长安更始政权的命令，在洛阳独自行動。
統一河北的劉秀派部将馮異对李軼进行笼络。劉秀故意把李軼给冯异的信件公開，朱鮪得知大怒殺害李軼，李軼的部下于是投降劉秀。更始三年（25年）春，朱鮪派討難将軍蘇茂攻打温县、自己攻打平阴，劉秀部将馮異、寇恂将他击败，朱鮪部将賈彊阵亡。朱鮪退回洛陽。同年三月，朱鮪和丞相李松在弘农郡被赤眉軍打败。

### 洛阳围城
建武元年（25年）七月、光武帝劉秀部将吴汉等十一位将軍率军包围朱鮪占据的洛陽，迟迟不下。光武帝派朱鮪原来的校尉岑彭，劝降朱鮪。朱鮪回答「大司徒劉縯被殺，劝阻更始派萧王到河北，不敢降」。岑彭回去告诉光武帝。光武帝说：“夫建大事者，不忌小怨。鲔今若降，官爵可保，况诛罚乎？河水在此，吾不食言。”五天后，朱鲔将轻骑会见岑彭。对诸部将说：“坚守待我。我若不还，诸君率大兵归附郾王尹尊。”朱鮪自縛降於光武帝。光武帝亲自解绳礼遇朱鮪。建武元年九月，洛陽開城投降。（註：丘遲與陳伯之書：朱鮪涉血於友于…漢主不以為疑。）

### 光武政权
朱鮪投降後，被光武帝任命为平狄将軍，封扶溝侯。後任命为少府，封爵传於子孫。

## 延伸阅读
[在维基数据编辑]